# بيريادغار
بيريادغار (بالفارسية: پیریادگار) هي قرية تقع في أذربيجان الغربية في إيران. يقدر عدد سكانها بـ 183 نسمة بحسب إحصاء 2016.